# S. Rankin Drew
S. Rankin Drew, nome d'arte di Sidney Drew junior (New York, 19 settembre 1891 – 19 maggio 1918), è stato un attore, regista e sceneggiatore statunitense.

## Biografia
Figlio dell'attore Sidney Drew e di Gladys Rankin, commediografa e sceneggiatrice, il giovane Drew apparteneva a una famiglia di teatranti da generazioni ed era primo cugino dei celebri Barrymore, i tre fratelli Lionel, Ethel e John. I suoi genitori avevano cercato di trovargli una carriera al di fuori del teatro, mandandolo alla scuola militare. Ma il richiamo del palcoscenico era stato troppo forte e anche lui diventò prima attore e poi regista, appoggiato dal cugino Lionel che gli suggerì di fare del cinema.
Dopo lo scoppio della prima guerra mondiale, Drew decise di arruolarsi volontario, entrando in servizio nella Lafayette Escadrille, un corpo di aviatori al quale apparteneva anche William A. Wellman. Drew venne abbattuto dai tedeschi il 19 maggio 1918 su suolo francese. Nel 1914, era morta sua madre. Il padre, che si era risposato, alla notizia della morte del figlio non resse al dolore da cui non si riprese più, morendo un anno più tardi, nel 1919.

## Filmografia
La filmografia - basata su IMDb - è completa.

### Attore
- The Still Voice (1913)
- His Tired Uncle, regia di Wilfrid North (1913)
- An Infernal Tangle, regia di William Humphrey (1913)
- Delitto di un padre (The Snare of Fate), regia di William Humphrey (1913)
- An Unwritten Chapter, regia di William Humphrey (1913)
- The Glove, regia di William Humphrey (1913)
- My Lady of Idleness, regia di William Humphrey (1913)
- The Penalties of Reputation, regia di William Humphrey (1913)
- A Game of Cards, regia di Ned Finley (1913)
- The Idler (1913)
- Timing Cupid, regia di Harry Lambert (1914)
- Hearts of Women, regia di William Humphrey (1914)
- Marrying Sue, regia di Tefft Johnson (1914)
- In the Old Attic, regia di Frederick A. Thomson (1914)
- The Drudge, regia di Tefft Johnson (1914)
- The Idler, regia di Tefft Johnson (1914)
- Never Again, regia di Sidney Drew (1914)
- Mr. Barnes of New York, regia di Maurice Costello e Robert Gaillard (1914)
- The Tattoo Mark
- Maria's Sacrifice
- The Royal Wild West
- In the Latin Quarter
- O'Garry of the Royal Mounted
- The Island of Regeneration
- The Quality of Mercy, regia di Lionel Belmore (1915)
- A Madcap Adventure
- Janet of the Chorus
- Elsa's Brother
- The Lesson of the Narrow Street, regia di S. Rankin Drew (1915)
- The Reward, regia di S. Rankin Drew (1915)
- The Third Party, regia di Theodore Marston (1915)
- Who Killed Joe Merrion?
- Thou Art the Man, regia di S. Rankin Drew (1916)
- The Hunted Woman, regia di S. Rankin Drew (1916)
- The Suspect, regia di S. Rankin Drew (1916)
- The Girl Philippa, regia di S. Rankin Drew (1916)
- The Belle of the Season

### Regista
- What's Ours?
- Love's Way
- The Lesson of the Narrow Street (1915)
- The Reward (1915)
- Thou Art the Man (1916)
- Kennedy Square (1916)
- The Hunted Woman (1916)
- The Vital Question
- The Suspect (1916)
- The Daring of Diana
- A Vampire Out of Work
- The Girl Philippa  (1916)
- The Belle of the Season
- Who's Your Neighbor?

### Sceneggiatore
- The Reward, regia di S. Rankin Drew (1915)
- The Suspect, regia di S. Rankin Drew (1916)
- The Belle of the Season
- Who's Your Neighbor?